# 歐陽士椿
歐陽士椿（？—？），字南岑，贵州天柱人，清朝政治人物、同進士出身。
乾隆四十年（1775年）乙未科進士第三甲八十六名。著有《恭紀平定金川詩》、《天極順正皇皇繼治太和頌》。